# Constellation Energy
Constellation Energy Corporation är ett amerikanskt multinationellt energiföretag som producerar och säljer elektricitet till kunder i 48 amerikanska delstater, det federala distriktet District of Columbia samt länderna Kanada och Storbritannien. För 2024 hade företaget en kapacitet att producera mer än 31 676 megawatt (MW) elektricitet vilket motsvarar elektricitet för 16 miljoner bostäder.
Constellation är det företag som äger flest kärnkraftverk i USA.

## Historik
Företaget har sitt ursprung från 1997 när energibolaget Baltimore Gas and Electric (BGE), tillsammans med investmentbanken Goldman Sachs, grundade Constellation Power Source. Två år senare grundades Constellation Energy som ett förvaltningsbolag till BGE. I slutet av 2001 gick BGE och Constellation skilda vägar och blev självständiga företag. År 2008 var det tänkt att Constellation skulle fusioneras med Midamerican Energy till en kostnad på 4,7 miljarder amerikanska dollar. Midamerican hade redan investerat en miljard dollar i Constellation eftersom Constellation var i stort behov av investeringar. Fusionen blåstes dock av efter att franska Électricité de France (EDF) kom med ett motbud och var villiga att köpa endast 49,99% av Constellations kärnkraftsdel för 4,5 miljarder dollar. Fransmännens bud accepterades men Midamerican fick dock tillbaka 600 miljoner dollar i finansiella medel, 10% av Constellations aktier samt 14% tillbaka av sin investering.
I mars 2012 blev Constellation fusionerad med Exelon för 7,9 miljarder amerikanska dollar. Ett decennium senare knoppades dock Constellation av Exelon i syfte att vara återigen ett självständigt energibolag. Året innan hade EDF sålt sin aktieandel i Constellations kärnkraftsdel till Exelon för 885 miljoner dollar.
Den 10 januari 2025 meddelade Constellation att man skulle köpa Calpine för 16,4 miljarder dollar.

## Kärnkraftverk
De kärnkraftverk som Constellation har ägarintressen i.

### Aktiva
- Braidwood Clean Energy Center (100%)
- Byron Clean Energy Center (100%)
- Calvert Cliffs Clean Energy Center (100%)
- Clinton Clean Energy Center (100%)
- Crane Clean Energy Center (100%)
- Dresden Clean Energy Center (100%)
- James A. FitzPatrick Clean Energy Center (100%)
- LaSalle Clean Energy Center (100%)
- Limerick Clean Energy Center (100%)
- Nine Mile Point Clean Energy Center (100% av första reaktorn och 82% av den andra reaktorn)
- Peach Bottom Clean Energy Center (50%)
- Quad Cities Clean Energy Center (75%)
- R.E. Ginna Clean Energy Center (100%)
- Salem Generating Station (43%)
- South Texas Project Electric Generating Station (44%)

### Ej aktiva
- Three Mile Island Nuclear Facility (Dauphin County, Pennsylvania)